# Luis González de Albelda y Cayro
Luis González de Albelda y Cayro, Marquês del Cairo (Moorcelle, 28 de maio de 1686 - Pamplona, 30 de setembro de 1765) foi Vice-rei de Navarra. Exerceu o vice-reinado de Navarra entre 1759 e 1765. Antes dele o cargo foi exercido por Frai Manuel de Sada e Antillón. Seguiu-se-lhe Ambrosio de Funes Villalpando.